# Pathozentrismus
Der Begriff Pathozentrismus setzt sich aus den Wörtern Pathos (griechisch πάθος [páthos]: das Leid) und Zentrum (κέντρον [kéntron]: der Mittelpunkt) zusammen. Ein synonymer Begriff ist Sentientismus (von lateinisch sentire = empfinden, fühlen). Es handelt sich um einen ethischen Ansatz, der allen empfindungsfähigen Wesen einen moralischen Eigenwert zuspricht, weil sie empfinden können, und anderen Wesen aufgrund der Annahme einer fehlenden Empfindungsfähigkeit einen solchen abspricht. Pathozentrische Ansätze gehen häufig von einer utilitaristischen Grundposition aus. Der Pathozentrismus stellt eine normative Ausgangsposition dar, aus der sich eine moralische Notwendigkeit des Tierschutzrechtes oder Tierrechts ableiten lässt. Die Ansicht, dass sich aus der Leidensfähigkeit eines Lebewesens das Gebot zum besonderen Schutz ergibt, findet heute in vielen Rechtssystemen (z. B. Tierschutzgesetz) und Selbstverpflichtungen (Unternehmensgrundsätze, Forschungsrichtlinien) Ausdruck.
Pathozentristen sehen die Benachteiligung empfindungsfähiger Wesen aufgrund ihrer Artzugehörigkeit als Speziesismus, eine Form willkürlicher Diskriminierung. Daher impliziert kohärenter Pathozentrismus die Berücksichtigung der Interessen aller empfindungsfähigen Tiere.

## Geschichte
Historisch ist der Begriff Pathozentrismus als Gegenbegriff zum Anthropozentrismus entstanden, der Tiere und außermenschliche Natur nur aufgrund ihres Nutzens für den Menschen als ethisch relevant betrachtet. Physiozentrische, also nicht-anthropozentrische, Ansätze gelangten mit dem Erstarken der umweltethischen Diskussion in den 1970er-Jahren verstärkt ins Zentrum ethischer Debatten. Als einer der ersten Vertreter pathozentrischer Ethik im 18. Jahrhundert gilt der Begründer des klassischen Utilitarismus Jeremy Bentham. Benthams Formulierung „The question is not, Can they reason?, nor Can they talk? but, Can they suffer?“ wird heute insbesondere von der Tierrechtsbewegung zitiert.
Auch in der buddhistischen Ethik und im Hinduismus sind das Mitgefühl mit „allen fühlenden Wesen“ (siehe z. B. das Bodhisattva-Gelübde) und das Prinzip der Gewaltlosigkeit („Ahimsa“), insbesondere auch gegenüber Tieren, verankert.

## Begründung
Zu den bekanntesten Vertretern moderner pathozentrischer Positionen gehören die Philosophen Peter Singer und Tom Regan. Singer begründet Pathozentrismus wie folgt:

„Die Fähigkeit zu leiden und Freude zu empfinden ist eine Voraussetzung dafür, überhaupt Interessen zu haben, eine Bedingung, die erfüllt sein muss, bevor wir sinnvollerweise von Interessen sprechen können. Es wäre Unsinn zu sagen, dass es nicht im Interesse eines Steins wäre, von einem Kind entlang eines Weges getreten zu werden. Ein Stein hat keine Interessen, weil er nicht leiden kann. Nichts, was wir ihm antun können, könnte einen Unterschied für sein Wohlergehen bedeuten. Eine Maus hingegen hat ein Interesse daran, nicht gequält zu werden, denn Mäuse leiden, wenn sie auf diese Weise behandelt werden. 
 

Wenn ein Wesen leidet, kann es keine moralische Rechtfertigung dafür geben, dieses Leiden nicht in Betracht zu ziehen. Unabhängig von der Art des Wesens verlangt der Gleichheitsgrundsatz, dass das Leiden mit dem gleichen Leiden - soweit vergleichbar - eines jeden anderen Wesens gleichgesetzt wird. Wenn ein Wesen nicht in der Lage ist zu leiden, oder Freude oder Glück zu empfinden, gibt es nichts zu berücksichtigen. Deshalb ist die Grenze der Empfindungsfähigkeit (....) die einzige vertretbare Grenze der moralischen Berücksichtigung der Interessen anderer.“

## Kritik
Die moderne Kritik an einer pathozentrischen Ethik argumentiert mit der Subjektivität des Leidbegriffs (sowie des Gegenteils), was eine objektive Ermittlung des Nutzens beziehungsweise Schadens einer Handlung oder Unterlassung unmöglich macht. Aus vertragstheoretischen Positionen wird argumentiert, man könne nicht vernünftigerweise wollen, dass die Entscheidung darüber, was als leidvoll oder beglückend zu gelten hat, von den gesellschaftlichen Institutionen der Gerechtigkeit getragen wird.